# Ley de vagos y maleantes
La Ley de vagos y maleantes va ser una llei espanyola de 4 d'agost de 1933, referent al tractament de rodamons, nòmades, proxenetes i qualsevol altre element considerat antisocial i que posteriorment va ser modificada per reprimir també els homosexuals.
També coneguda popularment com la Gandula, la llei va ser aprovada per consens de tots els grups polítics de la segona república per al control de captaires, bandarres sense ofici conegut i proxenetes.
Per ser una llei que no sancionava delictes sinó que intentava evitar la comissió futura dels mateixos no incloïa penes, sinó mesures d'allunyament, control i retenció dels individus suposadament perillosos fins que es determinés que s'havia acabat la seva perillositat. Quedant així establerta podia ser utilitzada arbitràriament per a la repressió de les persones sense recursos.

## Modificacions
La llei va ser modificada pel règim franquista per incloure la repressió dels homosexuals el 15 de juliol de 1954, com segueix (modificacions en negreta)::
«Article primer: (...) el nombre segon de l'article segon i el nombre segon de l'article sisè de la Ley de Vagos i Maleantes, de quatre d'agost de mil nou-cents trenta-tres, queda redactats de la següent forma:
Article segon.- Nombre segon.- Els homosexuals, rufianes i proxenetes. (...).
Article sisè.-Nombre segon.- Als homosexuals, rufianes i proxenetes, als captaires professionals i als quals visquin de la mendicitat aliena, explotin menors d'edat, malalts o lesionats, se'ls aplicaran perquè les compleixin totes successivament, les mesures següents:
a) Internat en un establiment de treball o colònia agrícola. Els homosexuals sotmesos a aquesta mesura de seguretat hauran de ser internats en institucions especials i, en tot cas, amb absoluta separació dels altres.
b) Prohibició de residir en determinat lloc o territori i obligació de declarar el seu domicili.
c) Submissió a la vigilància dels delegats.
En 1970 va ser substituïda i derogada per la Llei sobre perillositat i rehabilitació social, de termes molt semblants, però que incloïa penes de fins a cinc anys d'internament en presons o manicomis per als homosexuals i altres individus considerats perillosos socials perquè es «rehabilitessin».